# Onno
Onno ist ein männlicher Vorname (ost-)friesischer Herkunft aus der Gegend um Groningen und Ostfriesland.
Die weibliche Form ist Onna.

## Herkunft
Onno ist ein Diminutivum aus dem (ost-)friesischen. Der Namensstamm ist allerdings kaum erkennbar, so dass eine eindeutige Herkunft schwer zu belegen ist.
1. Laut Tammena[2] stammt der Name vermutlich vom altsächsischen „unnan“ (deutsch: „gönnen“). Raveling[3] verweist neben „unnan“ auch auf mittelniederländisch „onnan“ (ebenfalls „gönnen“). Laut Duden[1] stammt der Name vermutlich vom althochdeutschen „gunnen“ oder mittelniederländischen „gehe-onnen“ bzw. „onnen“ (beides im Deutschen in der Bedeutung „gönnen“).
Nach diesen Ableitungen kann Onno als „Der Gönnende“ übersetzt werden.
2. Nach Seibicke[4] ist Onno die zweistämmige niederdeutsche Kurzform von Zusammensetzungen mit Od.

Onno ist auch ein armenischer männlicher Vorname.

## Varianten
Andere Formen sind: One, Onne, Onna, Onke, Onko, Onka, Onneke, Onneka, Ontje, Ontjo, Ontja, Ontke, Ontko, Unne, Unno, Untje, Unke, Uniko; bei Ableitung von zweistämmigen Namen auch: Omme, Ommo, Umme, Ummo, Umma, Uma.
Die Formen auf -o sind dabei historisch (fast) ausschließlich als männliche Rufnamen verwendet worden, die auf -a als weibliche Rufnamen, während die auf -e endenden Formen nicht geschlechtsgebunden sind.

## Namensträger

### Vorname
- Onno Behrends (1862–1920), ostfriesischer Teefabrikant
- Onno Eckert (* 1985), deutscher Politiker (SPD)
- Onno Elderenbosch, niederländischer Diplomat
- Onno Groß (1964–2016), deutscher Meeresbiologe
- Onno van der Hart (* 1941), niederländischer Psychologe und Hochschullehrer
- Onno Hoes (* 1961), niederländischer Politiker (VVD)
- Onno Hückmann (* 1950), deutscher Diplomat
- Onno Klopp (1822–1903), Publizist und Historiker friesischer Herkunft
- Onno Meijer (1960–2008), niederländischer Schauspieler
- Onno Möller (* 2001), deutscher Volleyballspieler
- Onno Oncken (* 1955), deutscher Geologe und Leibnizpreisträger
- Onno Poppinga (* 1943), deutscher Agrarwissenschaftler
- Onno Tunç (1948–1996), armenischstämmiger türkischer Musiker und Komponist
- Onno Zwier van Haren (1713–1779), niederländischer Politiker und Schriftsteller

### Familienname
- Ferdinand Onno (* 1881 als Ferdinand Onowotschek; † 1969), österreichischer Schauspieler